# 李相憲
李相憲（：／ Lee Sang-heon，1954年7月10日—），大韓民國自由派政治人物，第20到21屆國會議員。